# Barberini – Fontana di Trevi
Barberini - Fontana di Trevi – stacja na linii A metra rzymskiego. Stacja została otwarta w 1980 roku. Stacja znajduje się w pobliżu Fontanny di Trevi. 